# 2003年12月中国大陆

## 12月26日
- 中国共产党中央委员会、中华人民共和国国务院发布《关于进一步加强人才工作的决定》，强调实施人才强国战略是党和国家一项重大而紧迫的任务。

## 12月31日
- 中国共产党中央委员会、中华人民共和国国务院发出《关于促进农民增加收入若干政策的意见》，决定2004降低农业税率1个百分点，取消除烟叶外的农业特产税，实行粮食直补、良种补贴和大型农机具购置补贴[1]。